# Swedenborgian Church
Die Swedenborgian Church of San Francisco ist ein Kirchengebäude der Kirche des neuen Jerusalem im US-amerikanischen San Francisco.
Geplant wurde die 1895 fertiggestellte Kirche vom aus einer Familie von swedenborgianischen Pfarrern und Theologen stammenden Joseph Worcester, umgesetzt von den Architekten A. Page Brown und Bernard Maybeck. Das Bauwerk wurde auf einem Eckgrundstück im Stadtviertel Pacific Heights errichtet und besteht aus einem Komplex von drei durch einen Garten miteinander verbundenen Gebäuden. Es ist im Stil der Arts-and-Craft-Bewegung gehalten. Fußboden und Wandverkleidung des Altarraums sind aus Holz gefertigt. Die sichtbare Dachkonstruktion stützen unbehauene Stämme des Kalifornischen Erdbeerbaums.
Die Swedenborgian Church wurde am 18. August 2004 als bislang einziger Sakralbau in San Francisco zur National Historic Landmark erklärt und in das National Register of Historic Places aufgenommen. Sie wird regelmäßig als „Hochzeitskirche“ vermietet und ist einer der meistgebuchten Orte dieser Art in den Vereinigten Staaten.